# Syrah

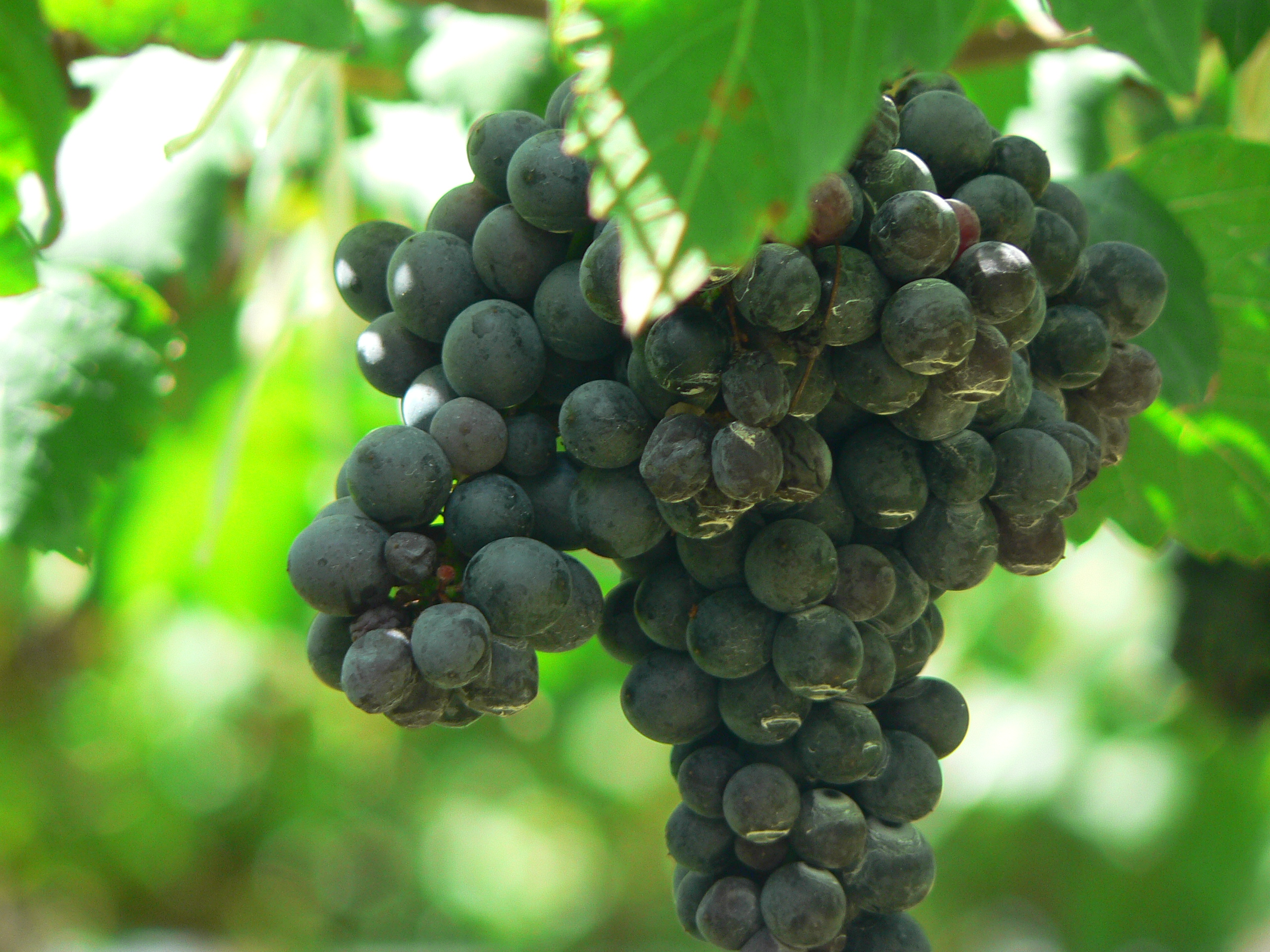
Syrahdruif

De Syrah, in een aantal landen Shiraz genoemd, is een cultivar van de druif waarvan wordt beweerd dat die tijdens de Kruistochten vanuit het Midden-Oosten naar Frankrijk werd gebracht. Over de herkomst van de druif bestaan meerdere hypothesen, bijvoorbeeld dat de druif afkomstig is uit de Iraanse stad Shiraz. Uit genetisch onderzoek blijkt echter dat de druif voortkomt uit twee druivenrassen uit Zuidoost Frankrijk: Durif en Mondeuse Blanche.

## Kenmerken
Het is een druivenras dat veel zon nodig heeft en zijn beste wijnen geeft in een warm en droog klimaat, en dan bij voorkeur op niet te vruchtbare grond. De ranken van dit ras groeien uitbundig en worden daarom vaak gesnoeid. Gebeurt dit niet, dan verliezen de druiven aan aroma, met flauwe wijnen als resultaat. De Syrah is een sterk ras dat immuun is voor de meeste plantenziekten. Als de druif met zorg wordt gecultiveerd, dan heeft hij een dikke schil. De wijn krijgt daardoor niet alleen veel kleur, maar ook een aanzienlijke hoeveelheid tannine.
De geur van de wijn varieert van anjers en viooltjes tot zwarte peper, chocoladetonen en zwarte kersen en bessen. De afdronk heeft – zeker als de wijn meer dan 10 jaar oud is – een vleugje tabak, leer en natuurlijke cacao. Voorts maakt men droge rosé en mousserende wijn van de syrah. Deze laatste, de "Sparkling Syrah" is zeldzaam, wordt afgesloten met een kroonkurk en komt voornamelijk uit Australië. Hoewel de syrah veelal gebruikt wordt in combinatie met andere druivenrassen, zijn er ook wijnboeren die wijnen maken waarbij ze enkel de syrah gebruiken.
Syrah wordt gebruikt als 'cepage' en als blend (ook wel bekend als 'assemblage'). Een van de meest gemaakte blends is de GSM-blend, wat staat voor Grenache, Syrah en Mourvèdre. Deze blend vindt zijn oorsprong in de Franse Rhône, maar de combinatie wordt inmiddels wereldwijd gebotteld.

## Gebieden
De Syrah is dé klassieke druif van de Côte Rôtie en de Hermitage in Frankrijk, maar werd later ook populair in de Languedoc.
Eind 19e eeuw werden wijnstokken door de Schotse wijnbouwer James Busby meegenomen naar Australië, waar het ras Shiraz werd genoemd. Tegenwoordig is Zuid-Australië verreweg de grootste producent en dan vooral in Barossa Valley en McLaren Vale. De druif wordt ook verbouwd op Kreta, in Californië in de Verenigde Staten, in de Argentijnse provincie Mendoza, in Chili en in Stellenbosch in Zuid-Afrika.

## Synoniemen[1]
- Antournerein
- Antournerein Noir
- Anzher Muskatnye
- Biaune
- Blauer Syrah
- Bragiola
- Candive
- Candive Noir
- Costigliola
- Costiola
- Damas Noir du Puy de Dome
- Damaszener Blau
- Di Santi
- Entourneirein
- Entournerein
- Entournerin
- Ermitage
- Fresa Grossa
- Hermitage
- Hignin Noir
- Marsanne Noir
- Marsanne Noire
- Marzane Noir
- Neiret di Saluzzo
- Neiretta Cunese
- Neiretta del Cuneese-Fassanese
- Neiretta del Monregalese
- Neiretta del Rosso
- Neiretta Dell'Albese
- Neiretta di Saluzzo
- Neiretto Del Cuneese
- Neiretto di Bene
- Neiretto di Carru
- Neiretto di Costigliole
- Neiretto di Farigliano
- Neiretto di Saluzzo
- Nereta Piccola di Monre Galese
- Neretta Cuneese
- Neretta del Cuneese-Fassanese
- Neretta del Monregalese
- Neretta di Costigliole
- Neretta di Saluzzo
- Neretta Piccola
- Neretta Piccola di Dogliani
- Neretto del Beinale
- Neretto di Dogliani Neretto di Saluzzo
- Petite Sirah
- Petite Sirrah
- Petite Syrah
- Petite Syras
- Plan de la Biaune
- Plant de Biaune
- Plant de la Bianne
- Plant de la Biaune
- Schiras
- Schiraz
- Seraene
- Sereine
- Serene
- Serenne
- Serine
- Serine Noir
- Serinne
- Sevene
- Shiras
- Shiraz
- Shyrac
- Sirac
- Sirah
- Sirah Marsanne Noir
- Syra
- Syrac
- Syrac de l'Ermitage
- Zizak